# Emil Freymark
Emil Freymark (St. Louis, 4 marzo 1879 – St. Louis, 26 maggio 1936) è stato un altista statunitense.
Freymark partecipò alla gara di salto in alto ai Giochi olimpici di Saint Louis 1904, dove arrivò quinto.